# 兩儀拳
兩儀拳，河南拳術，又稱神拳、過氣拳，為中國武術流派之一，屬於內家拳，是河南非物質文化遺產。

## 源流
沈丘两仪拳的先师是清朝乾隆年间的武状元刘荣庆。刘荣庆为江苏泰州人，出身武术世家，兩儀拳為家傳武功，因戰敗被流放後，病重之時為河南沈丘的醫師魏洪申所救，遂將兩儀拳傳授給魏洪申，刘荣庆病故後魏洪申又收弟子，開創兩儀拳一派。

## 介紹
两仪拳原为太极快拳，又称两仪点穴神拳，此拳或快或慢，或刚或柔，阴阳各见所长，故曰“两仪”。其风格快慢相兼，刚柔相济，具有行如龙、坐如虎、闪如电、发如雷，两仪拳宗法自然，招法奇特，式式生风，且点打穴位制人可以不伤人。

## 套路
兩儀拳是一整套完整的功法，按套路分其主要有：一路兩儀二路兩儀(兩儀拳三十六式)，六路先天八卦，二路後天八卦，二十四操手，七十二破手，十二大勁點打三十六大穴，一勁點三穴，點穴，解穴。 按十二勁法分：撈勁，靈勁，寸勁，釘釘勁，裏鈎勁，外背勁，切背勁，篡勁，顫抖勁，根根勁。兩儀器械分：兩儀棍術（起手棍，應手棍，六路棍，十八棍）。兩儀刀術（大刀，四路大刀，六路小刀，大刀進槍，小刀進槍）。六路螳鐮。兩儀暗器（流星子、飛刺）。

## 來源
1. 1 2  .   [2022-12-24]. （原始内容存档于2023-01-17）.